# Ville de Gawler
La Ville de Gawler (Town of Gawler) est une zone d'administration locale au nord-est du centre ville d'Adélaïde en Australie-Méridionale en Australie. 

## Quartiers
- Bibaringa (Code Postal:5118)
- Evanston (CP:5116)
- Evanston Gardens (CP:5116)
- Evanston Park (CP:5116)
- Evanston South (CP:5116)
- Gawler (CP:5118)
- Gawler East (CP:5118)
- Gawler South (CP:5118)
- Gawler West (CP:5118)
- Hillier (CP:5116)
- Kudla (CP:5115)
- Willaston (CP:5118)